# Académie des arts de la RDA
L'Académie des arts de la RDA (Deutsche Akademie der Künste) est une institution culturelle de la République démocratique allemande consacrée aux arts. Pendant sa période d'activité, de 1950 à 1993, elle change plusieurs fois de nom. Elle finit par fusionner avec l'Académie des arts de Berlin.

## Histoire

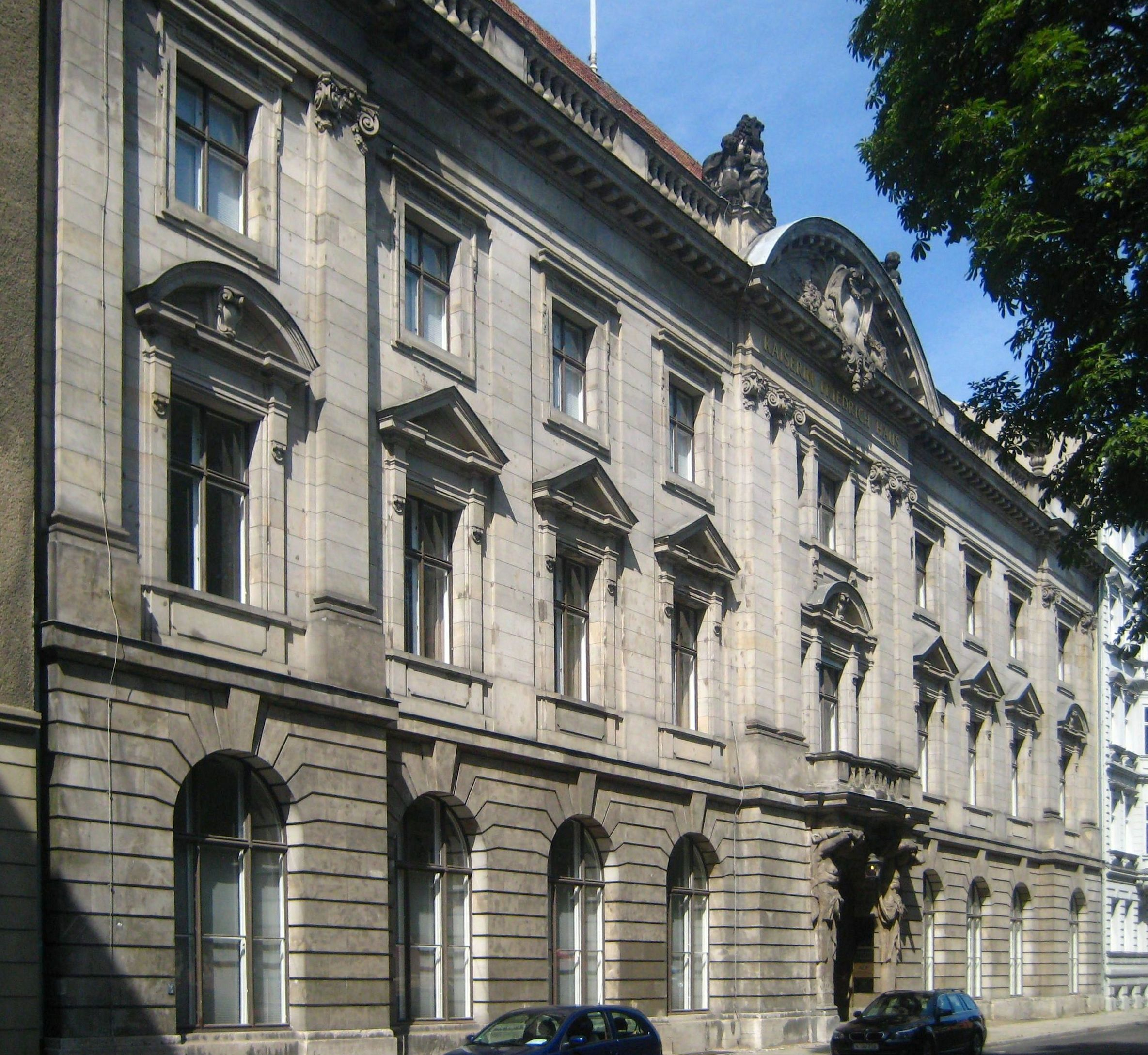
Kaiserin-Friedrich-Haus.

L'Académie allemande des arts (Deutsche Akademie der Künste) est fondée le 24 mars 1950. La cérémonie de fondation est présidée par le Premier ministre de la RDA, Otto Grotewohl. L'institution se considère comme le successeur légal de l'Académie prussienne des arts et a pour objectif principal de promouvoir un art antifasciste. Elle a temporairement son siège au Kaiserin-Friedrich-Haus, 7 Robert-Koch-Platz, dans le quartier de Berlin-Mitte. L'emplacement qu'elle occupait précédemment dans l'extension Ernst von Ihne du Palais Arnim, Pariser Platz, en face de la porte de Brandebourg (nouveau bâtiment de l'actuelle Académie des arts), offre à partir de 1952 des espaces pour des archives, des bureaux, des revues et des événements.
En 1974, l'institution est baptisée Académie des arts de la République démocratique allemande (AdK). En 1976, elle intègre le Langenbeck-Virchow-Haus, situé 58/59 Luisenstrasse, près de la Charité, le bâtiment étant devenu disponible après le déménagement de la Chambre du peuple au Palais de la République. En 1987, après plus de dix ans de travaux de restauration, l'immeuble de la Robert-Koch-Platz accueille à nouveau l'académie.
À partir de 1990, elle prend le nom d'Académie des arts de Berlin (Akademie der Künste zu Berlin) et fusionne avec l'Académie des arts de Berlin (Ouest) pour former l'Académie des arts de Berlin en 1993.

## Archives
La plupart des documents administratifs sont conservés dans les Archives de l'Académie des arts.

## Activités

### Sections
L'Académie des arts de la RDA est divisée en différentes sections : littérature et philologie ; arts visuels ; musique et spectacle vivant.

### Manifestations
Elle organise des expositions, concerts, lectures, conférences, colloques et de l'archivage. Elle prend également en charge de nombreux artistes.

### Classes de maître
Les classes de maître (Meisterklassen) avec des professeurs aussi éminents que Hanns Eisler, Paul Dessau, Günter Kochan et Dieter Zechlin (musique), Fritz Cremer, Gustav Seitz et Werner Klemke (arts visuels), sont très prisées.

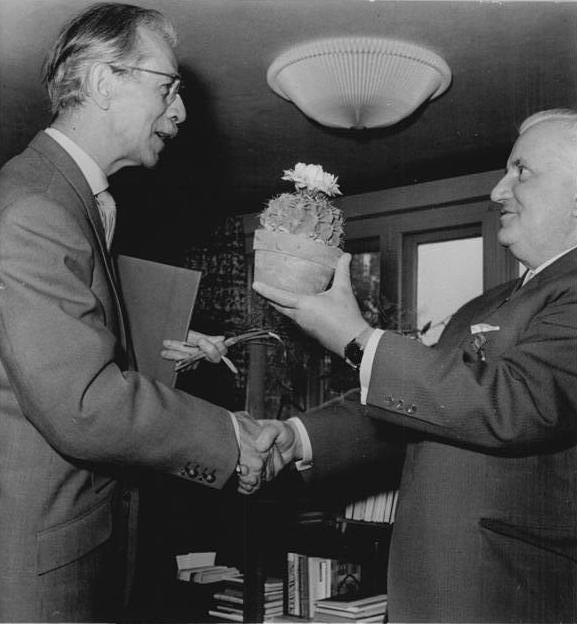
Otto Nagel félicite Willi Bredel pour son 60e anniversaire au nom de l'Académie (1961).

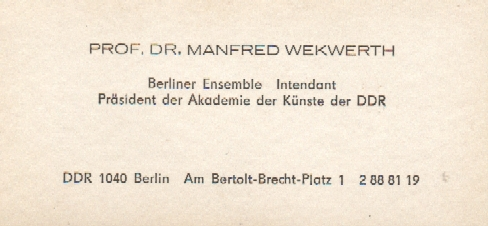
Carte de visite de Manfred Wekwerth

## Présidents
- Heinrich Mann, 1950 (nominal)[4]
- Arnold Zweig, 1950-1953
- Johannes R. Becher, 1953-1956
- Otto Nagel, 1956-1962
- Willi Bredel, 1962-1964
- Konrad Wolf, 1965-1982
- Manfred Wekwerth, 1982-1990
- Heiner Müller, 1990-1993

Les vice-présidents ont été entre autres Paul Dessau (1957–1962), Ernst Herrmann Meyer (1965–1969), Dieter Zechlin (1970–1978), Fritz Cremer (1974-1983), Wieland Förster (1979–1990), Werner Stötzer (1990–1993), Ruth Zechlin (1990–1993).

## Membres

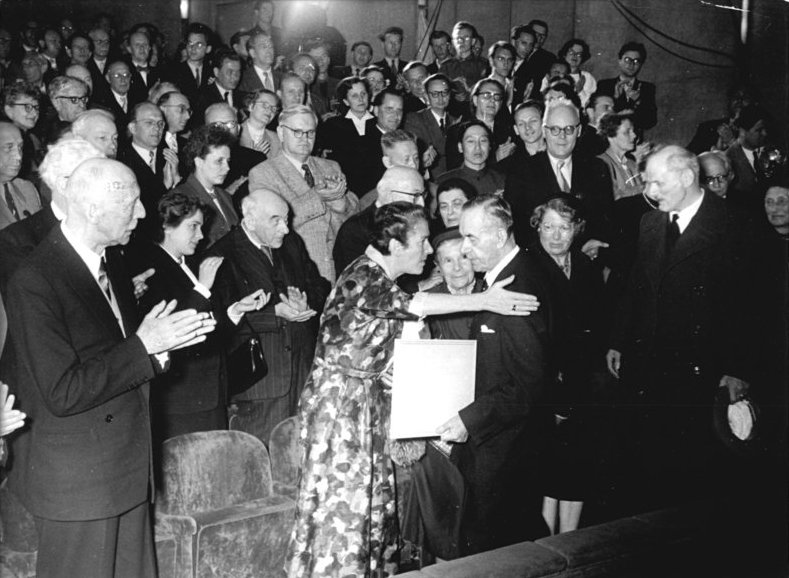
Thomas Mann étreint par sa fille Erika lors de sa nomination en tant que membre honoraire de la Deutsche Akademie der Künste. À gauche de celui-ci (2e et 3e en partant de la gauche) :
Hadwig et Victor Klemperer (14 mai 1955).

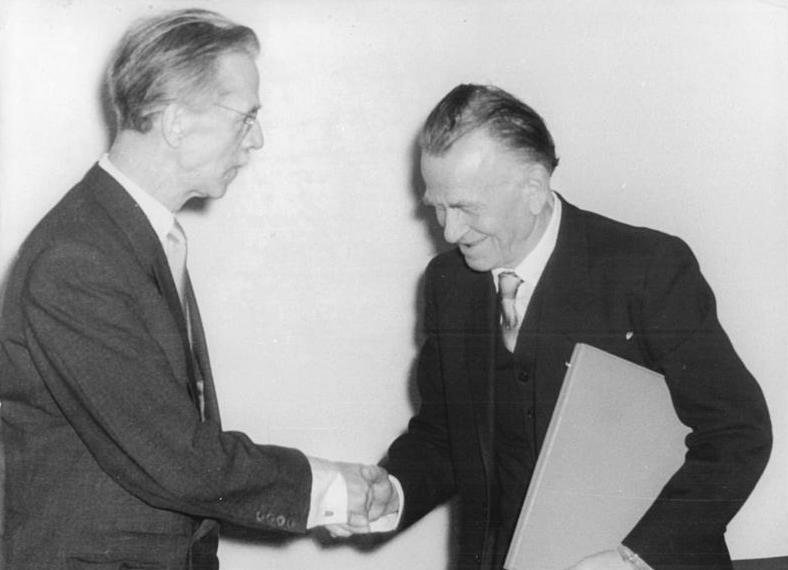
Otto Dix nommé membre correspondant (1957).

L'adhésion à l'académie est une distinction qui est décernée à des réalisations artistiques particulières.
Les membres fondateurs sont notamment Johannes R. Becher, Bertolt Brecht, Hanns Eisler, Otto Nagel, Anna Seghers, Helene Weigel et Friedrich Wolf. D'autres membres, tels Fritz Cremer, et Paul Dessau, font partie des membres réguliers.
Thomas Mann a été nommé membre honoraire (1955).
L'Académie compte aussi des membres correspondants, comme Benjamin Britten, Charlie Chaplin, Aram Khatchatourian, Otto Dix, Hans Erni, Gabriel García Márquez, Pablo Neruda, Laurence Olivier et Pablo Picasso.

## Prix
L'Académie des arts de la RDA a décerné les prix suivants :
- Prix Heinrich Mann pour la rédaction d'un essai (à partir de 1953) ;
- Prix Käthe-Kollwitz pour les arts visuels (à partir de 1960) ;
- Prix Lion-Feuchtwanger pour la littérature historique (à partir de 1971) ;
- Prix Alex-Wedding pour la littérature enfant et jeunesse (à partir de 1968) ;
- Prix F.-C.-Weiskopf pour la littérature axée sur la préservation de la langue (à partir de 1957) ;
- Prix Will-Lammert pour les jeunes sculpteurs (à partir de 1962) ;
- Prix Anna-Seghers pour les jeunes auteurs (à partir de 1986) ;
- Prix Konrad Wolf pour les arts du spectacle (à partir de 1988).